# منتخب زيمبابوي لكرة قدم الصالات
منتخب زيمبابوي لكرة قدم الصالات (بالإنجليزية: Zimbabwe national futsal team) هو ممثل زيمبابوي الرسمي في المنافسات الدولية في كرة الصالات .